# Goldener Schuh (UEFA)

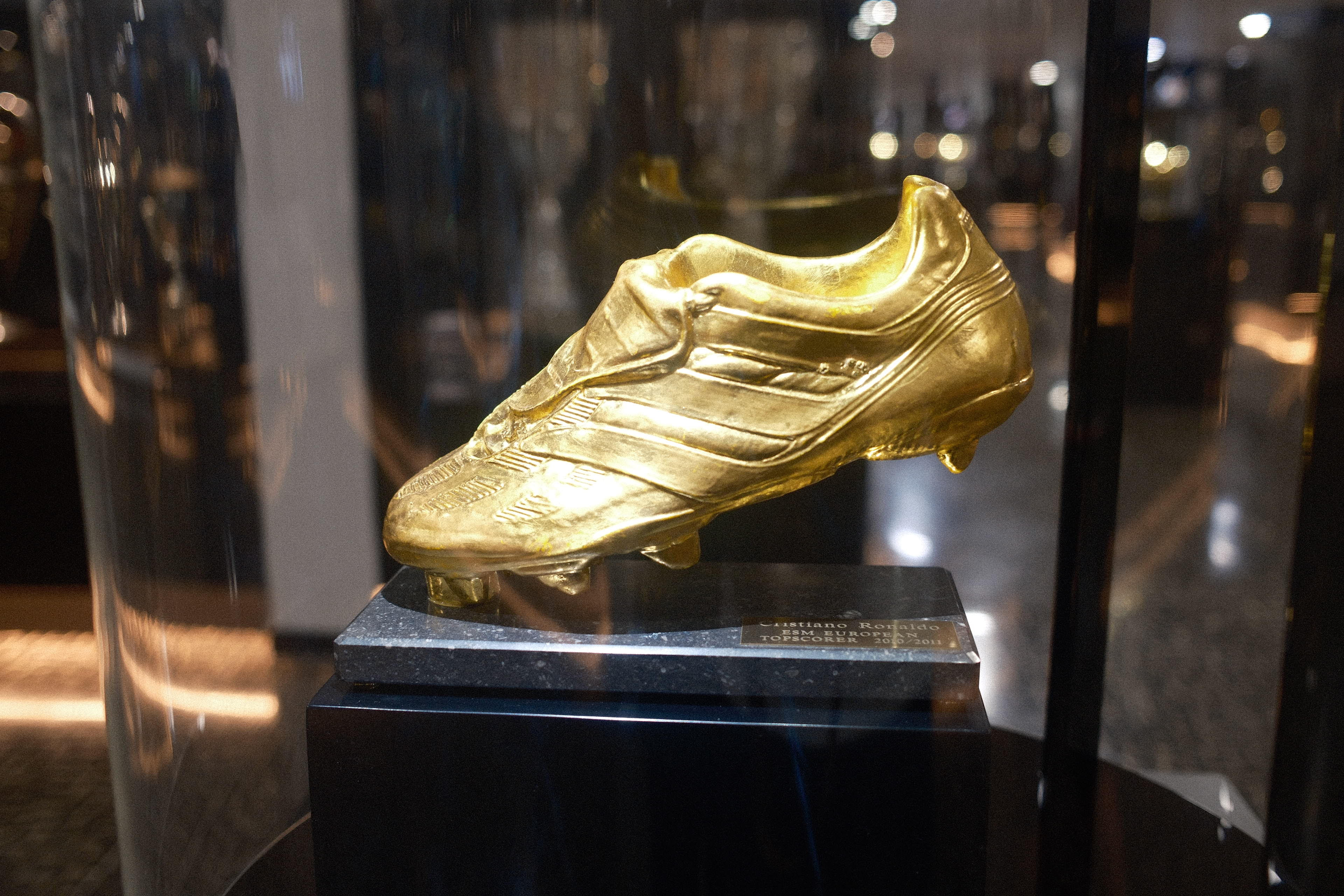
Der Goldene Schuh der UEFA.

Der Goldene Schuh der UEFA ist eine Auszeichnung im europäischen Fußball. Sie wird jährlich an den erfolgreichsten Torjäger einer Saison vergeben. Dabei werden nur Spieler berücksichtigt, die in den jeweils höchsten Spielklassen der UEFA-Mitgliedsverbände spielen. Außerdem wird die Stärke der jeweiligen Liga für die Rangliste berücksichtigt, in dem die Tore mit einem Länderfaktor multipliziert werden.
Erstmals wurde die Auszeichnung 1968 vom französischen Magazin France Football vergeben. Die damals Soulier d'Or genannte Trophäe ging an den Spieler, der in einer Saison die meisten Tore in Ligaspielen erzielte. Die Anzahl der ausgetragenen Spiele und die relative Spielstärke der Liga spielten dabei keine Rolle. Im Jahre 1987 sicherte sich der Rumäne Rodion Cămătaru mit 44 Toren die Trophäe. Lange führte der Österreicher Anton Polster die Rangliste mit 39 Toren an, wurde jedoch noch von Cămătaru überholt, der in den letzten sechs Meisterschaftsspielen 21 Tore erzielte. Wenige Jahre später räumten rumänische Offizielle ein, dass Cămătarus Sieg durch Manipulation erzielt wurde. Polster erhielt nachträglich einen Goldenen Schuh.
Zwischen 1991 und 1996 wurde kein Preis vergeben. Der Zyprische Fußballverband protestierte gegen den Sieg von Darko Pančev (34 Tore) im Jahr 1991 und behauptete, dass der Torschützenkönig der zyprischen Liga 40 Tore erzielt hätte. Jedoch hatten die beiden besten Torschützen der zyprischen Liga jeweils nur 19 Tore erzielt. Pančev erhielt 2006 rückwirkend doch noch einen Goldenen Schuh für 1991. Seit 1997 wird der Preis vom Verband European Sports Media (ESM) vergeben. Durch ein Punktesystem werden die unterschiedlichen Spielstärken der europäischen Ligen berücksichtigt. Ausschlaggebend ist hierbei die Platzierung der Liga in der UEFA-Fünfjahreswertung.
Elf Spieler haben den Goldenen Schuh mehr als einmal gewonnen. Gerd Müller, Eusébio, Dudu Georgescu, Fernando Gomes, Mário Jardel, Thierry Henry, Diego Forlán, Luis Suárez und Robert Lewandowski gewannen je zweimal, Cristiano Ronaldo viermal und Lionel Messi sechsmal.
Cristiano Ronaldo und Luis Suárez sind die einzigen Spieler, die die Auszeichnung in unterschiedlichen Ligen gewinnen konnten.

## Liste der Titelträger

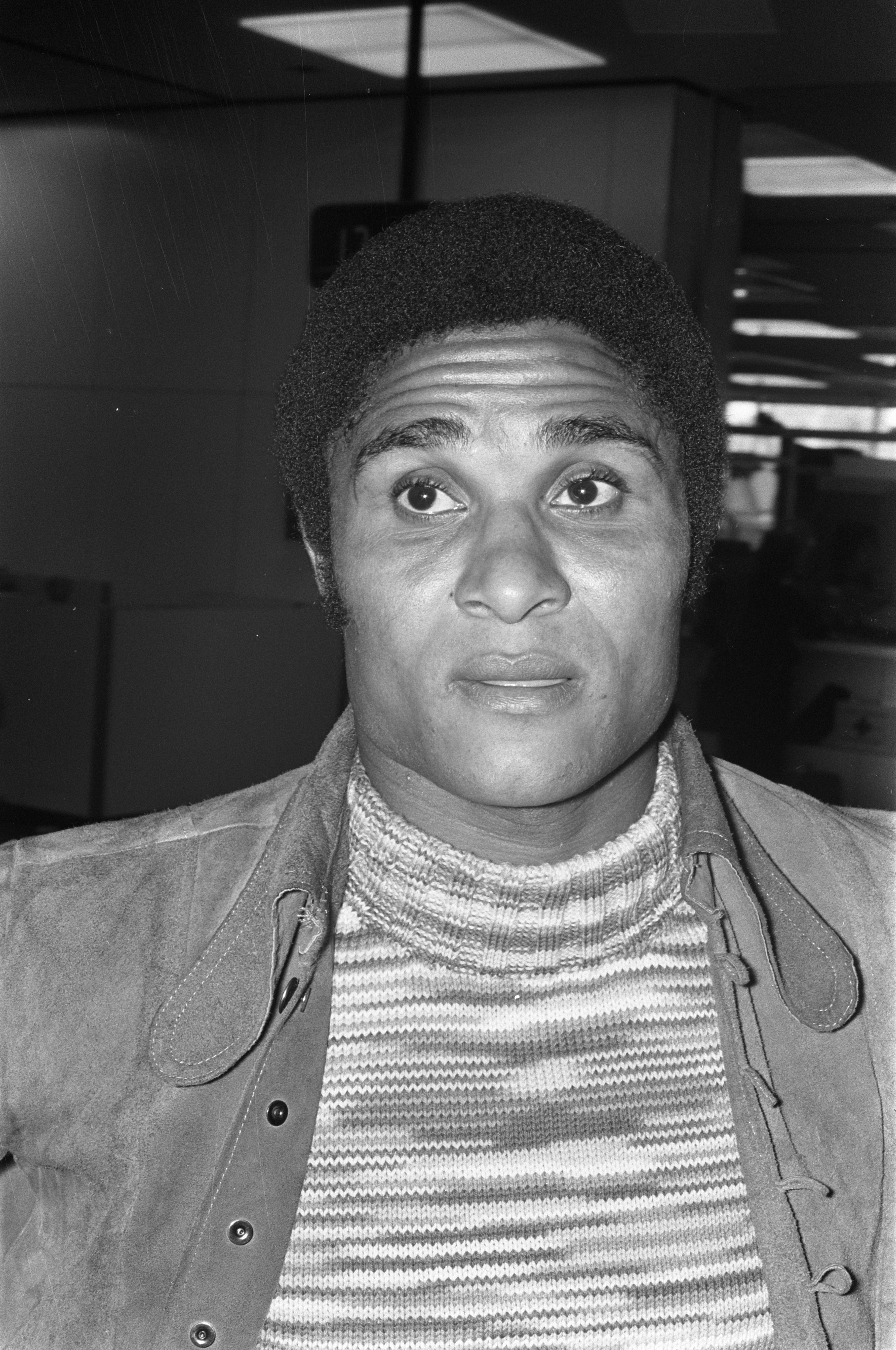
Eusébio war 1968 der erste Gewinner.

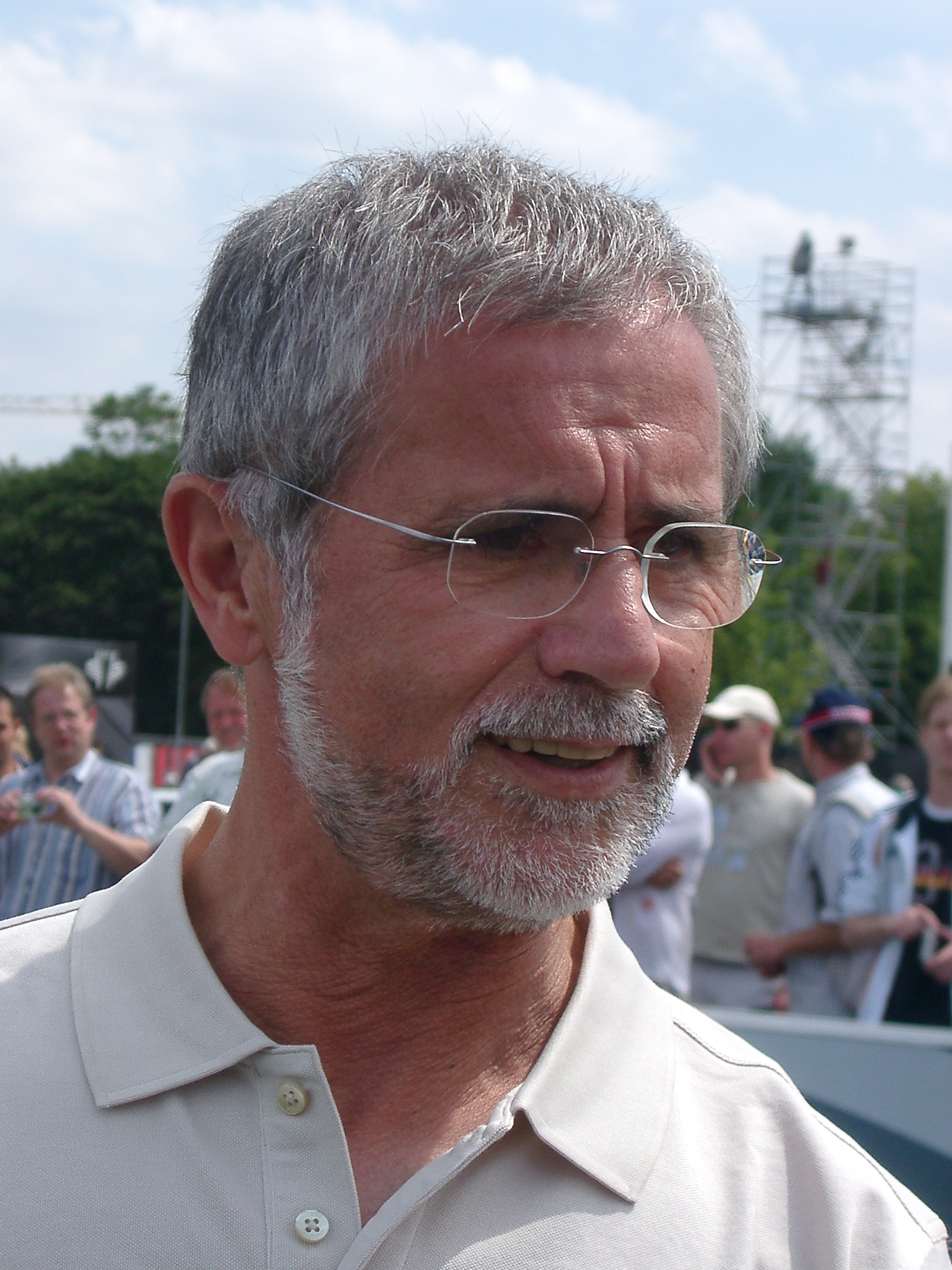
Gerd Müller war der erste Spieler, der den Goldenen Schuh zweimal gewann (Sieger 1970, 1972).

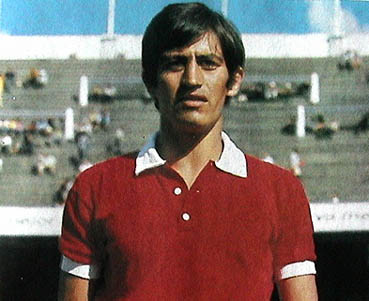
Héctor Yazalde war 1974 sowohl der erste nicht-europäische als auch südamerikanische Titelträger.

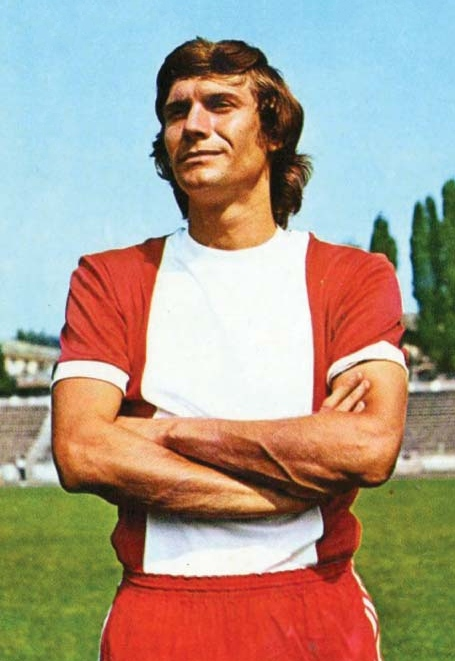
Dudu Georgescu (Sieger 1975, 1977)

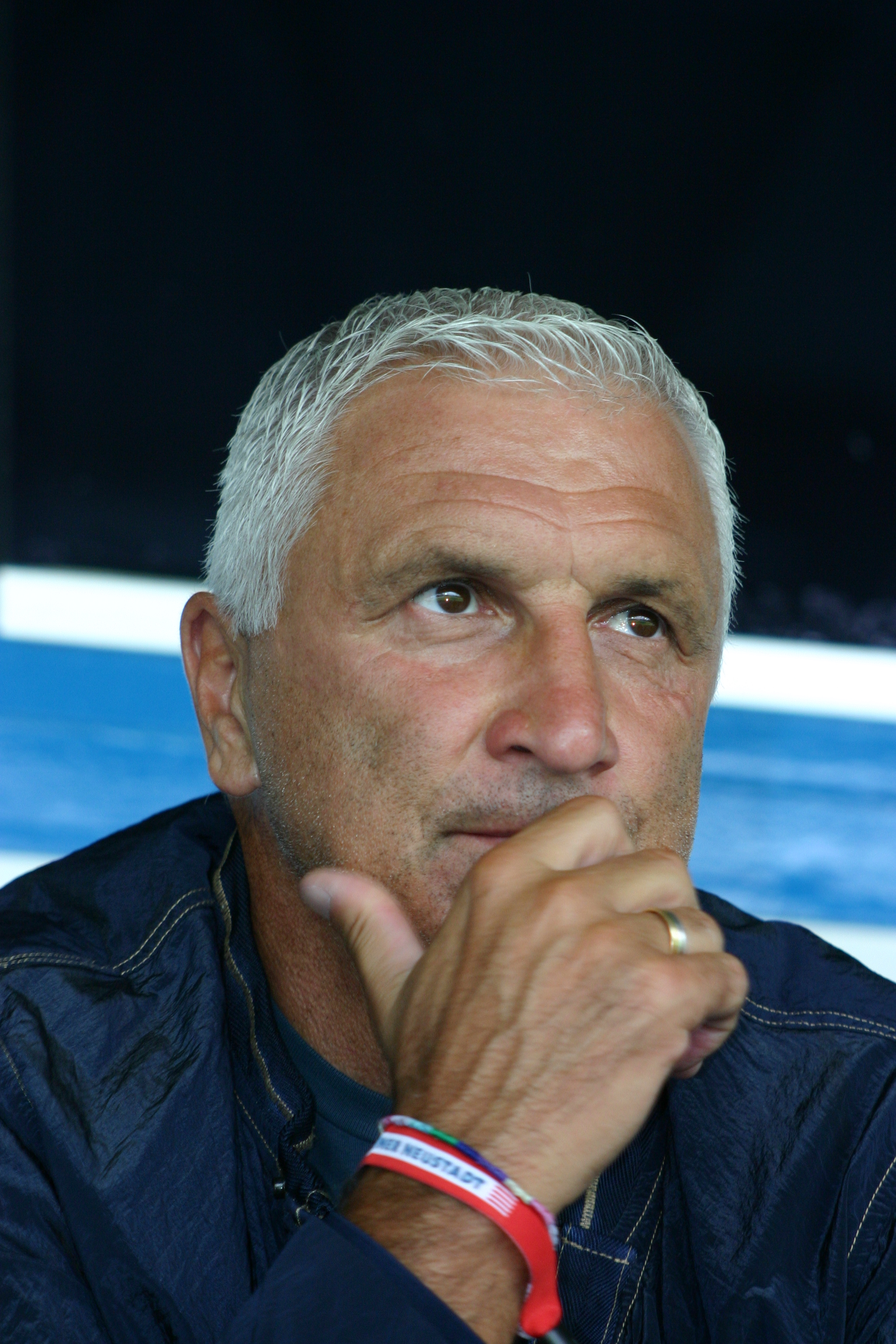
Hans Krankl war 1978 der erste österreichische Titelträger.

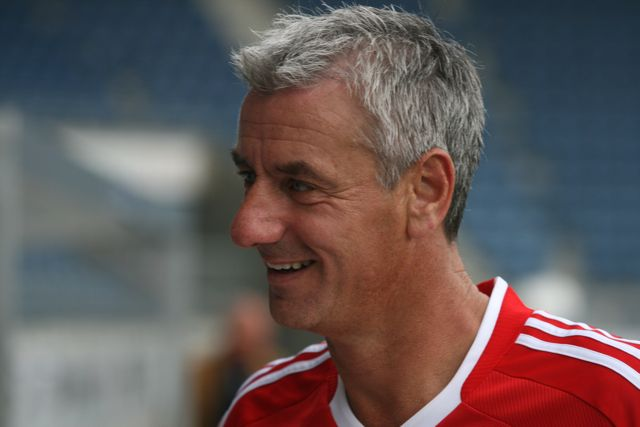
Ian Rush war 1984 der erste britische Titelträger.

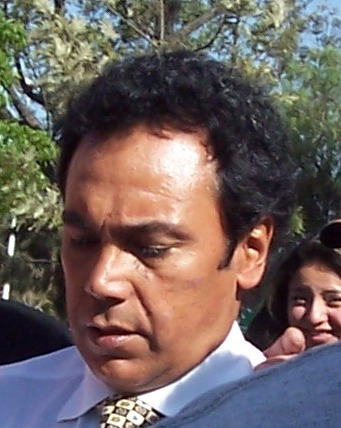
Hugo Sánchez war 1990 der erste nordamerikanische Titelträger.

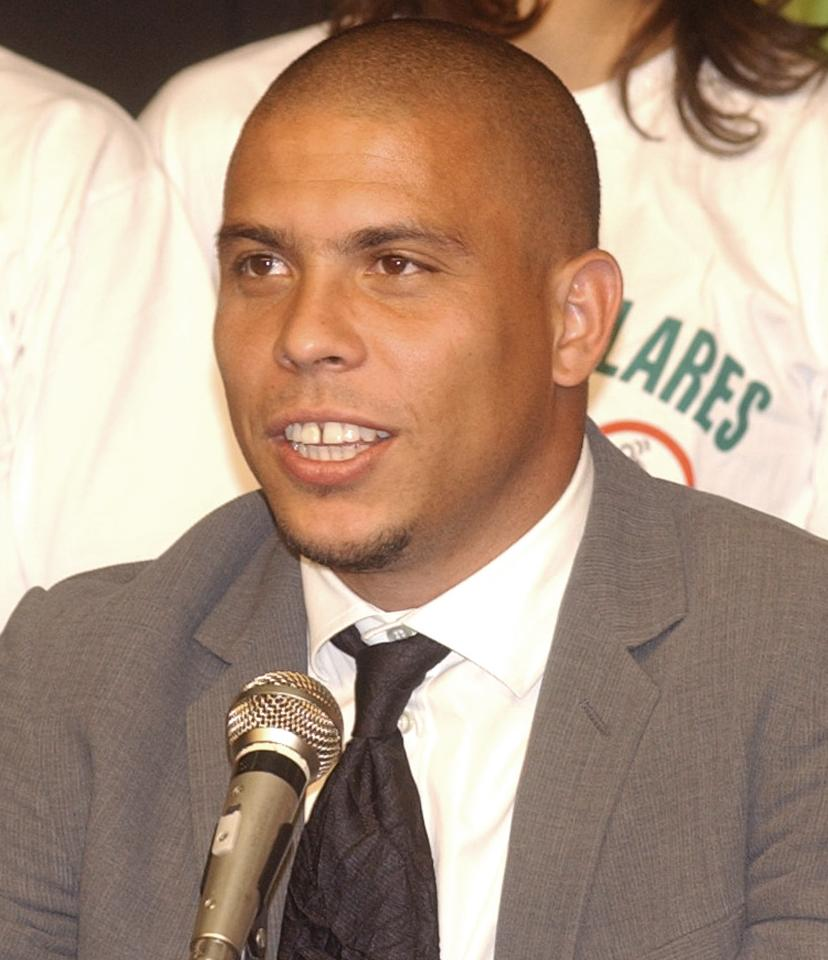
Ronaldo war 1997 der erste Sieger nach den heutigen Regeln.

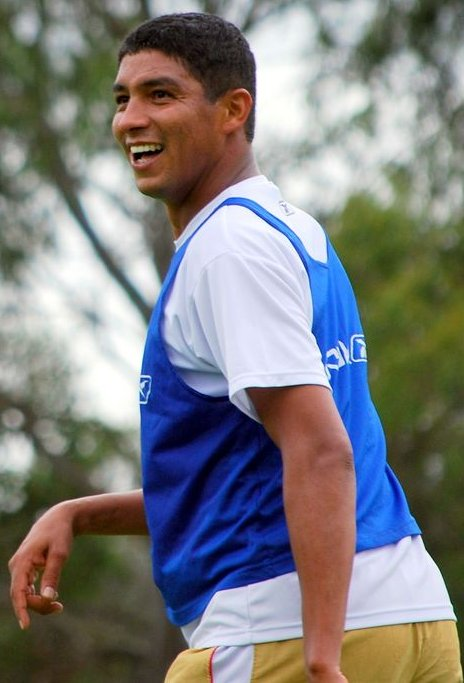
Mario Jardel (Sieger 1999, 2002)

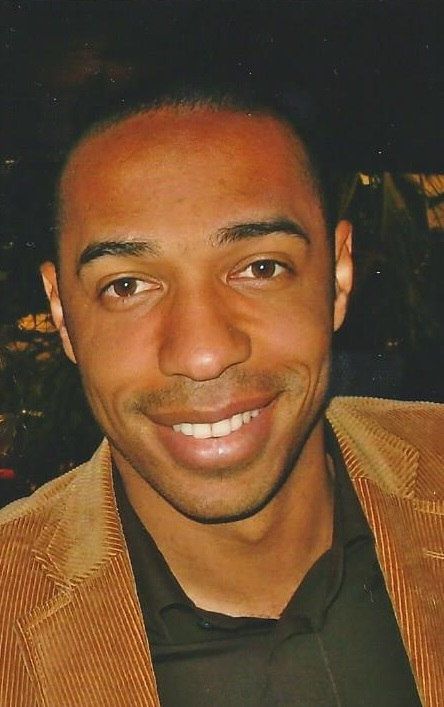
Thierry Henry (Sieger 2004, 2005)

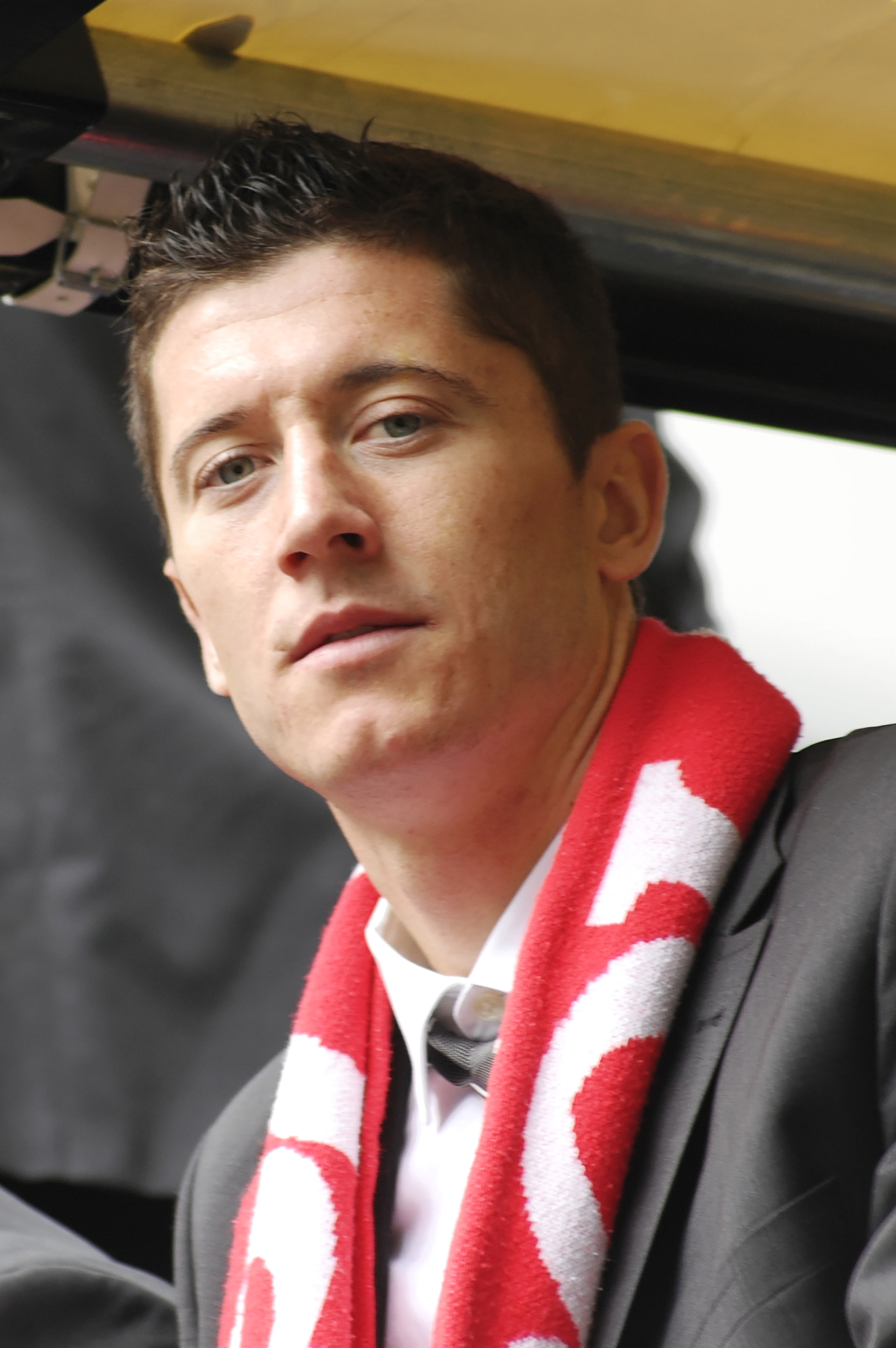
Robert Lewandowski (Sieger 2021, 2022)

### Titelträger von 1968 bis 1991
Von 1968 bis 1991 gewann der Spieler mit den meisten Toren. Von 1992 bis 1996 wurde kein Goldener Schuh vergeben.
| Saison      | Nat.                                           | Name                | Verein               | Liga             | Tore |
| ----------- | ---------------------------------------------- | ------------------- | -------------------- | ---------------- | ---- |
| 1967/68     | Portugal                                       | Eusébio             | Benfica Lissabon     | Primeira Divisão | 42   |
| 1968/69     | Bulgarien 1967                                 | Petar Schekow       | ZSKA Sofia           | A Grupa          | 36   |
| 1969/70     | Deutschland Bundesrepublik                     | Gerd Müller         | FC Bayern München    | Bundesliga       | 38   |
| 1970/71     | Jugoslawien Sozialistische Föderative Republik | Josip Skoblar       | Olympique Marseille  | Division 1       | 44   |
| 1971/72     | Deutschland Bundesrepublik                     | Gerd Müller         | FC Bayern München    | Bundesliga       | 40   |
| 1972/73     | Portugal                                       | Eusébio             | Benfica Lissabon     | Primeira Divisão | 40   |
| 1973/74     | Argentinien                                    | Héctor Yazalde      | Sporting Lissabon    | Primeira Divisão | 46   |
| 1974/75     | Rumänien 1965                                  | Dudu Georgescu      | Dinamo Bukarest      | Divizia A        | 33   |
| 1975/76     | Zypern Republik                                | Sotiris Kaiafas     | Omonia Nikosia       | First Division   | 39   |
| 1976/77     | Rumänien 1965                                  | Dudu Georgescu      | Dinamo Bukarest      | Divizia A        | 47   |
| 1977/78     | Osterreich                                     | Hans Krankl         | SK Rapid Wien        | Bundesliga       | 41   |
| 1978/79     | Niederlande                                    | Kees Kist           | AZ Alkmaar           | Eredivisie       | 34   |
| 1979/80     | Belgien                                        | Erwin Vandenbergh   | Lierse SK            | Erste Division   | 39   |
| 1980/81     | Bulgarien 1971                                 | Georgi Slawkow      | Botew Plowdiw        | A Grupa          | 31   |
| 1981/82     | Niederlande                                    | Wim Kieft           | Ajax Amsterdam       | Eredivisie       | 32   |
| 1982/83     | Portugal                                       | Fernando Gomes      | FC Porto             | Primeira Divisão | 36   |
| 1983/84     | Wales                                          | Ian Rush            | FC Liverpool         | First Division   | 32   |
| 1984/85     | Portugal                                       | Fernando Gomes      | FC Porto             | Primeira Divisão | 39   |
| 1985/86     | Niederlande                                    | Marco van Basten    | Ajax Amsterdam       | Eredivisie       | 37   |
| 1986/87     | Osterreich                                     | Anton Polster a     | FK Austria Wien      | Bundesliga       | 39   |
| 1987/88     | Turkei                                         | Tanju Çolak         | Galatasaray Istanbul | 1. Lig           | 39   |
| 1988/89     | Rumänien 1965                                  | Dorin Mateuț        | Dinamo Bukarest      | Divizia A        | 43   |
| 1989/90     | Mexiko                                         | Hugo Sánchez        | Real Madrid          | Primera División | 38   |
| 1989/90     | Bulgarien 1971                                 | Christo Stoitschkow | ZSKA Sofia           | A Grupa          | 38   |
| 1990/91     | Jugoslawien Sozialistische Föderative Republik | Darko Pančev b      | Roter Stern Belgrad  | Prva Liga        | 34   |
| Rekordmarke |                                                |                     |                      |                  |      |

### Titelträger seit 1997
Seit 1997 gewinnt der Spieler mit der höchsten Punktzahl. Bisher (Stand 2024) war dies 26-mal ein Spieler aus einer 2-Punkte-Liga, zweimal ein Spieler aus einer 1,5-Punkte-Liga (2000/01, 01/02) und nie ein Spieler aus einer 1-Punkt-Liga.
| Saison       | Nat.         | Name               | Verein              | Liga                    | Tore | Punkte |
| ------------ | ------------ | ------------------ | ------------------- | ----------------------- | ---- | ------ |
| 1996/97      | Brasilien    | Ronaldo            | FC Barcelona        | Primera División        | 34   | 68     |
| 1997/98      | Griechenland | Nikolaos Machlas   | Vitesse Arnheim     | Eredivisie              | 34   | 68     |
| 1998/99      | Brasilien    | Mário Jardel       | FC Porto            | Primeira Divisão        | 36   | 72     |
| 1999/2000    | England      | Kevin Phillips     | AFC Sunderland      | Premier League          | 30   | 60     |
| 2000/01      | Schweden     | Henrik Larsson     | Celtic Glasgow      | Scottish Premier League | 35   | 52,5   |
| 2001/02      | Brasilien    | Mário Jardel       | Sporting Lissabon   | Primeira Liga           | 42   | 63     |
| 2002/03      | Niederlande  | Roy Makaay         | Deportivo La Coruña | Primera División        | 29   | 58     |
| 2003/04      | Frankreich   | Thierry Henry      | FC Arsenal          | Premier League          | 30   | 60     |
| 2004/05      | Frankreich   | Thierry Henry      | FC Arsenal          | Premier League          | 25   | 50     |
| 2004/05      | Uruguay      | Diego Forlán       | FC Villarreal       | Primera División        | 25   | 50     |
| 2005/06      | Italien      | Luca Toni          | AC Florenz          | Serie A                 | 31   | 62     |
| 2006/07      | Italien      | Francesco Totti    | AS Rom              | Serie A                 | 26   | 52     |
| 2007/08      | Portugal     | Cristiano Ronaldo  | Manchester United   | Premier League          | 31   | 62     |
| 2008/09      | Uruguay      | Diego Forlán       | Atlético Madrid     | Primera División        | 32   | 64     |
| 2009/10      | Argentinien  | Lionel Messi       | FC Barcelona        | Primera División        | 34   | 68     |
| 2010/11      | Portugal     | Cristiano Ronaldo  | Real Madrid         | Primera División        | 40   | 80     |
| 2011/12      | Argentinien  | Lionel Messi       | FC Barcelona        | Primera División        | 50   | 100    |
| 2012/13      | Argentinien  | Lionel Messi       | FC Barcelona        | Primera División        | 46   | 92     |
| 2013/14      | Uruguay      | Luis Suárez        | FC Liverpool        | Premier League          | 31   | 62     |
| 2013/14      | Portugal     | Cristiano Ronaldo  | Real Madrid         | Primera División        | 31   | 62     |
| 2014/15      | Portugal     | Cristiano Ronaldo  | Real Madrid         | Primera División        | 48   | 96     |
| 2015/16      | Uruguay      | Luis Suárez        | FC Barcelona        | Primera División        | 40   | 80     |
| 2016/17      | Argentinien  | Lionel Messi       | FC Barcelona        | Primera División        | 37   | 74     |
| 2017/18      | Argentinien  | Lionel Messi       | FC Barcelona        | Primera División        | 34   | 68     |
| 2018/19      | Argentinien  | Lionel Messi       | FC Barcelona        | Primera División        | 36   | 72     |
| 2019/20      | Italien      | Ciro Immobile      | Lazio Rom           | Serie A                 | 36   | 72     |
| 2020/21      | Polen        | Robert Lewandowski | FC Bayern München   | Bundesliga              | 41   | 82     |
| 2021/22      | Polen        | Robert Lewandowski | FC Bayern München   | Bundesliga              | 35   | 70     |
| 2022/23      | Norwegen     | Erling Haaland     | Manchester City     | Premier League          | 36   | 72     |
| 2023/24      | England      | Harry Kane         | FC Bayern München   | Bundesliga              | 36   | 72     |
| 2024/25      | Frankreich   | Kylian Mbappé      | Real Madrid         | Primera División        | 31   | 62     |
| Rekordmarken |              |                    |                     |                         |      |        |

### Offiziell verliehene Titel nach Nationalität
| Rang | Land         | Anzahl |
| ---- | ------------ | ------ |
| 1    | Portugal     | 8      |
| 2    | Argentinien  | 7      |
| 3    | Niederlande  | 4      |
| 0    | Uruguay      | 4      |
| 5    | Bulgarien    | 3      |
| 0    | Brasilien    | 3      |
| 0    | Italien      | 3      |
| 0    | Rumänien     | 3      |
| 0    | Frankreich   | 3      |
| 10   | Deutschland  | 2      |
| 0    | England      | 2      |
| 0    | Jugoslawien  | 2      |
| 0    | Österreich   | 2      |
| 0    | Polen        | 2      |
| 15   | Belgien      | 1      |
| 0    | Griechenland | 1      |
| 0    | Mexiko       | 1      |
| 0    | Schweden     | 1      |
| 0    | Türkei       | 1      |
| 0    | Wales        | 1      |
| 0    | Zypern       | 1      |

## Inoffizielle Ranglisten

### Die erfolgreichsten Torjäger 1992–1996 (ohne Titel)
Während dieses Zeitraumes wurden keine Goldenen Schuhe vergeben.
Nach den bis 1991 geltenden Regeln hätten folgende Spieler zwischen 1992 und 1996 den Goldenen Schuh gewonnen:
| Saison  | Nat.       | Name             | Verein             | Liga                      | Tore |
| ------- | ---------- | ---------------- | ------------------ | ------------------------- | ---- |
| 1991/92 | Schottland | Ally McCoist c   | Glasgow Rangers    | Scottish Premier Division | 34   |
| 1992/93 | Schottland | Ally McCoist d   | Glasgow Rangers    | Scottish Premier Division | 34   |
| 1993/94 | Wales      | David Taylor     | FC Porthmadog      | League of Wales           | 43   |
| 1994/95 | Armenien   | Arsen Awetissjan | Homenetmen Erewan  | Bardsragujn chumb         | 39   |
| 1995/96 | Georgien   | Zviad Endeladze  | Margveti Sestaponi | Umaghlessi Liga           | 40   |

### Die erfolgreichsten Torjäger seit 1997
Offizielle (grün markiert) und inoffizielle Gewinner (nach ursprünglichen Regeln); meiste Tore bzw. höchste Punktzahl sind fett markiert.
| Saison    | Nat.        | Name                | Verein               | Liga                    | Tore | Punkte |
| --------- | ----------- | ------------------- | -------------------- | ----------------------- | ---- | ------ |
| 1996/97   | Wales       | Tony Bird           | Barry Town           | League of Wales         | 42   | 42     |
| 1997/98   | Deutschland | Rainer Rauffmann    | Omonia Nikosia       | First Division          | 42   | 42     |
| 1998/99   | Brasilien   | Mário Jardel        | FC Porto             | Primeira Divisão        | 36   | 72     |
| 1999/2000 | Brasilien   | Mário Jardel        | FC Porto             | Primeira Divisão        | 38   | 57     |
| 2000/01   | Schweden    | Henrik Larsson      | Celtic Glasgow       | Scottish Premier League | 35   | 52,5   |
| 2001/02   | Wales       | Marc Lloyd-Williams | Bangor City          | League of Wales         | 47   | 47     |
| 2002/03   | Estland     | Andrei Krõlov       | FC TVMK Tallinn      | Meistriliiga            | 37   | 37     |
| 2003/04   | Armenien    | Aram Hakobjan       | FC Banants Jerewan   | Bardsragujn chumb       | 45   | 45     |
| 2004/05   | Wales       | Marc Lloyd-Williams | TNS Llansantffraid   | League of Wales         | 34   | 34     |
| 2005/06   | Estland     | Tarmo Neemelo       | FC TVMK Tallinn      | Meistriliiga            | 41   | 41     |
| 2006/07   | Brasilien   | Afonso Alves        | SC Heerenveen        | Eredivisie              | 34   | 51     |
| 2006/07   | Kroatien    | Eduardo da Silva    | Dinamo Zagreb        | 1. HNL                  | 34   | 34     |
| 2007/08   | Wales       | Rhys Griffiths      | AFC Llanelli         | League of Wales         | 40   | 40     |
| 2008/09   | Osterreich  | Marc Janko          | FC Red Bull Salzburg | Bundesliga              | 39   | 58,5   |
| 2009/10   | Uruguay     | Luis Suárez         | Ajax Amsterdam       | Eredivisie              | 35   | 52,5   |
| 2010/11   | Portugal    | Cristiano Ronaldo   | Real Madrid          | Primera División        | 40   | 80     |
| 2011/12   | Argentinien | Lionel Messi        | FC Barcelona         | Primera División        | 50   | 100    |
| 2012/13   | Argentinien | Lionel Messi        | FC Barcelona         | Primera División        | 46   | 92     |
| 2013/14   | Portugal    | Cristiano Ronaldo   | Real Madrid          | Primera División        | 31   | 62     |
| 2013/14   | Uruguay     | Luis Suárez         | FC Liverpool         | Premier League          | 31   | 62     |
| 2013/14   | Spanien     | Jonatan Soriano     | FC Red Bull Salzburg | Bundesliga              | 31   | 46,5   |
| 2014/15   | Portugal    | Cristiano Ronaldo   | Real Madrid          | Primera División        | 48   | 96     |
| 2015/16   | Uruguay     | Luis Suárez         | FC Barcelona         | Primera División        | 40   | 80     |
| 2016/17   | Argentinien | Lionel Messi        | FC Barcelona         | Primera División        | 37   | 74     |
| 2017/18   | Brasilien   | Jonas               | Benfica Lissabon     | Primeira Liga           | 34   | 51     |
| 2017/18   | Argentinien | Lionel Messi        | FC Barcelona         | Primera División        | 34   | 68     |
| 2018/19   | Argentinien | Lionel Messi        | FC Barcelona         | Primera División        | 36   | 72     |
| 2019/20   | Italien     | Ciro Immobile       | Lazio Rom            | Serie A                 | 36   | 72     |
| 2020/21   | Polen       | Robert Lewandowski  | FC Bayern München    | Primeira Liga           | 41   | 82     |
| 2021/22   | Polen       | Robert Lewandowski  | FC Bayern München    | Bundesliga              | 35   | 70     |
| 2022/23   | Norwegen    | Erling Haaland      | Manchester City      | Premier League          | 36   | 72     |
| 2023/24   | England     | Harry Kane          | FC Bayern München    | Bundesliga              | 36   | 72     |
| 2024/25   | Schweden    | Viktor Gyökeres     | Sporting Lissabon    | Primeira Liga           | 39   | 58,5   |

## Weltweiter Vergleich
Die Organisation IFFHS kürt jährlich den besten Torschützen aller obersten Ligen weltweit, aber bezogen auf das Kalenderjahr (Siegerliste).

## Der Länderfaktor
Der Länderfaktor ist abhängig von der UEFA-Fünfjahreswertung. Die Tore in den ersten fünf Ligen werden mit dem Faktor 2 multipliziert, die Tore in den Ligen 6–22 werden mit 1,5 multipliziert und die Tore aus den restlichen Ligen werden einfach gezählt.